# Edmond Debeaumarché
Edmond Debeaumarché (Dijon, 15 de diciembre de 1906-Suresnes, 28 de marzo de 1959) fue un socialista francés que participó activamente en la resistencia francesa durante la Segunda Guerra Mundial, en la que tuvo un papel destacado al contribuir decisivamente a su unificación en torno de la Francia Libre y el general Charles de Gaulle.

## Biografía
Debeaumarché nació el 15 de septiembre de 1906 en Dijon. Su deseo era ser piloto, pero su sueño se vio frustrado debido a que su visión no era apta, entonces se incorporó al antiguo servicio postal francés, PTT (Postes, Télégraphes et Téléphones). En septiembre de 1939, fue llamado como sargento de radio de la Fuerza Aérea, pero fue desmovilizado en junio de 1940 y, rehusando la derrota, emprendió sus primeras acciones en la resistencia.
Debeaumarché continuó a cargo del correo, una posición que le permitía realizar el contrabando para la resistencia sin mayores problemas. Desde el verano de 1943, formó parte de Action-PTT, una organización clandestina dentro del servicio postal francés, donde trabajó con su líder nacional, Ernest Pruvost, y directamente bajo la dirección de Simone Michel-Lévy, estableciendo comunicaciones postales con Londres. Cuando Michel-Levy fue arrestado en noviembre de 1943, Debeaumarché asumió la dirección del Action-PTT. Viajando por toda Francia, creó redes de resistencia y organizó el sabotaje de las telecomunicaciones del enemigo (planes Potard y Violet —este último consistía en cortar los cables telefónicos antes del Día D). Además, logró obtener los libros de códigos de tres códigos secretos utilizados por Joseph Darnand y la Milicia Francesa, los que utilizó para descifrar copias de telegramas obtenidos de la oficina central de telégrafos en París. Los textos descifrados se transmitieron a la inteligencia aliada.
Fue arrestado el 3 de agosto de 1944 en la Estación de París-Montparnasse, e interrogado duramente por la Gestapo en la calle Rue des Saussaies. Perdió el conocimiento debido a las golpizas, pero no reveló ningún nombre; posteriormente fue retenido en la prisión de Fresnes. Debeaumarché fue uno de los llamados "77 000", prisioneros de Fresnes que fueron transportados en tren desde Pantin al campo de Buchenwald el 15 de agosto de 1944. Fue trasladado a la fábrica subterránea de Mittelbau-Dora que producía bombas voladoras V-1 y cohetes V-2, y haciéndose pasar por un ingeniero eléctrico, se puso a trabajar en la fabricación del V-1. Maurice Naegelé, un Kapo en la sección de ensamblaje de túneles, se ganó la confianza de Debeaumarché al relatar detalles del movimiento de resistencia en Francia. De hecho, Naegelé había sido agente de la Gestapo antes de su deportación. Naegelé denunció a Debeaumarché a la SS-Oberscharführer de Ernst Sander, jefe de vigilancia en Mittelbau-Dora. Debeaumarché fue arrestado con otros (incluido Naegelé) en la noche del 3 al 4 de noviembre de 1944 y fueron llevados al cuartel general del servicio de seguridad Sicherheitsdienst en Niedersachswerfen, donde Naegelé intentó conseguir las confesiones de los prisioneros. Debeaumarché fue condenado a muerte el 11 de noviembre de 1944, pero la sentencia no se cumplió. Sin embargo, fue recluido a aislamiento, acusado de conspiración antinazi. En abril de 1945, fue trasladado a Bergen-Belsen, donde fue liberado durante el avance de las tropas aliadas el 15 de abril de 1945 y repatriado a Francia. El 1 de mayo de 1945 marchó por los Campos Elíseos junto al compañero de cautiverio en Buchenwald, Pierre Dejussieu-Pontcarral.
Después de la guerra, fue miembro de la Assemblée consultative provisoire, asamblea de movimientos resistentes durante la guerra, y también desempeñó altas funciones administrativas en el servicio postal. Se desempeñó como presidente de la Unión Nacional de Asociaciones de Deportados, y de los Internos y Familias de Desaparecidos.
Murió el 28 de marzo de 1959 en Suresnes, y fue honrado con un servicio en Los Inválidos. Sus restos fueron enterrados en Dijon.

## Reconocimientos
- Gran Oficial de la Legión de Honor – 1957
- Compañero de la Liberación - 1945
- Cruz de guerra 1939-1945 con Palma y Estrella Dorada
- Medalla de la Libertad (1945) - Estados Unidos